# Keep Holding On
A Keep Holding On Avril Lavigne egyik kislemeze, amely egyben az Eragon című film zenéje is. Avril Lavigne és Lukasz "Dr. Luke" Gottwald írta és készítette. Megerősítették, hogy a dal egy újabb verziója meg fog jelenni Avril harmadik, The Best Damn Thing című albumán.

## Ranglisták
A „Keep Holding On” 2. helyen szerepelt négy héten át a kanadai „BDS Airplay Chart”-on. Bekerült az első 20-ba a Billboard Hot 100 és az első 10-be „Hot Adult Top 40 Tracks” listáján.
| Ranglista                                  | Helyezés |
| ------------------------------------------ | -------- |
| Billboard Pop 100 Airplay                  | 23       |
| Australian ARIA Top 40 Digital Track Chart | 5        |
| American Top 40                            | 17       |
| Canadian BDS Airplay Chart                 | 2        |
| Chile Top 100                              | 66       |
| Czech IFPI Chart                           | 27       |
| Filipino Singles Chart                     | 4        |
| Galgalatz Israel Top 20                    | 1        |
| Latvian Chart                              | 32       |
| Mexican Singles Chart                      | 64       |
| Peru Singles Chart                         | 89       |
| Slovak Singles Chart                       | 9        |
| U.S. Billboard Hot 100                     | 17       |
| U.S. Billboard Pop 100                     | 17       |
| U.S. Billboard Hot Adult Top 40 Tracks     | 3        |
| Billboard Hot Canadian                     | 1        |
| United World Chart                         | 18       |
| American Top 20                            | 3        |